# Koji Yamase
Koji Yamase (født 22. september 1981) er en japansk fodboldspiller.

## Japans fodboldlandshold
| Japans landshold | Japans landshold | Japans landshold |
| År               | Kmp              | Mål              |
| ---------------- | ---------------- | ---------------- |
| 2006             | 1                | 0                |
| 2007             | 1                | 1                |
| 2008             | 10               | 4                |
| 2009             | 0                | 0                |
| 2010             | 1                | 0                |
| Total            | 13               | 5                |